# Pluteus cervinus
Pluteus cervinus var. cervinus P. Kumm., Führ. Pilzk. (Zwickau): 99 (1871).

## Descrizione della specie
Cappello 
7-12 cm, da campanulato a convesso-piano, con largo umbone centrale, fragile
Cuticolaglabra, liscia, brillante, viscida con il tempo umido, bruna, fibrillosa nei funghi adulti
Marginesinuoso, fessurato negli esemplari adulti.
 Lamelle 
Fitte, larghe, libere, prima bianche poi rosa con sfumature color ruggine, con filo seghettato e chiaro.
 Gambo 
6-10 x 0,8-1,5 cm, pieno, cilindrico, spesso ingrossato alla base, biancastro con fibrille longitudinali brunastre.
 Carne 
Bianca, più o meno flaccida. 
Odoredi rapa, ravanello.
Saporedi rapa

## Microscopia

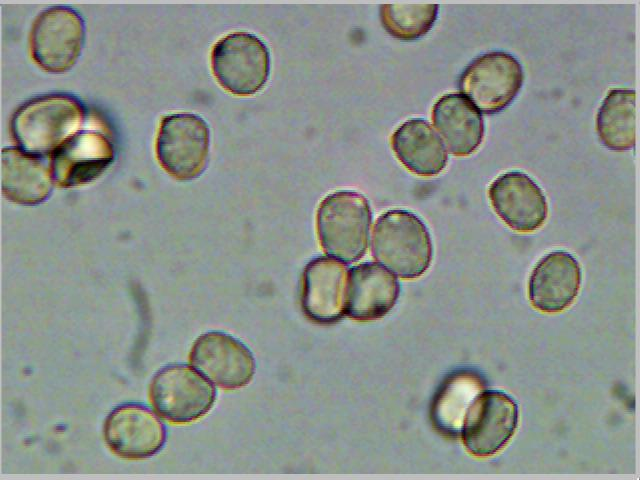
Spore

Spore5-7,5 x 4-6 µm, ellissoidali, lisce, rosa salmone in massa.
cistidifusiformi, coronati da numerosi prolungamenti.

## [Habitat
Fungo saprofita, fruttifica, per lo più solitario,  in estate-autunno su tronchi e ceppi di numerose piante, ma anche su ramaglie e residui vegetali in genere.

## Commestibilità
Commestibile, ma mediocre.

## Sinonimi e binomi obsoleti
- Agaricus atricapillus Batsch, Elench. fung., cont. prim. (Halle): 77 (1786)
- Agaricus cervinus Schaeff., Fungorum qui in Bavaria et Palatinatu circa Ratisbonam nascuntur 4: 6 (1774)
- Agaricus curtisii Berk. & Broome, Hooker's J. Bot. Kew Gard. Misc. 1: 98 (1849)
- Agaricus pluteus Batsch, Elench. fung. (Halle): 79 (1783)
- Agaricus pluteus ß rigens Pers., Synopsis Methodica Fungorum (Göttingen) 2: 357 (1801)
- Hyporrhodius cervinus (Schaeff.) Henn., (1898)
- Pluteus atricapillus (Batsch) Fayod, Annls Sci. Nat., Bot., sér. 7 9: 364 (1889)
- Pluteus cervinus P. Kumm., Führ. Pilzk. (Zwickau): 99 (1871)
- Pluteus curtisii Berk., Sylloge fungorum omnium husque cognitorum (Abellini) 5: 675 (1887)
- Rhodosporus cervinus (Schaeff.) J. Schröt.

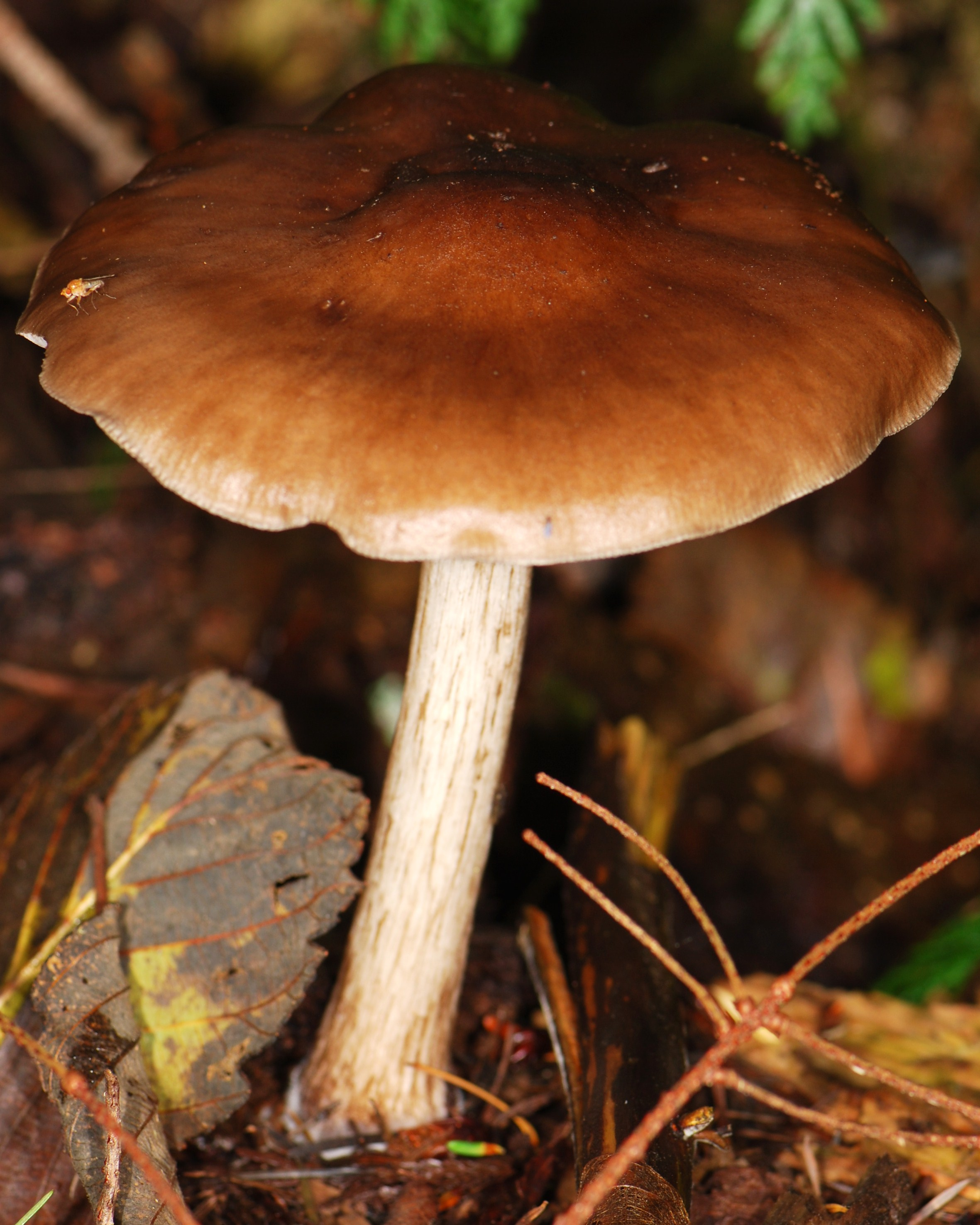

## Nomi comuni
- (DE)  Rehbrauner Dachpilz
- (FR)  Plutée couleur de cerf
- (EN)  Deer Shield.

## Specie simili
- Pluteus atromarginatus, che si distingue per il filo nerastro delle lamelle e l'assenza di odore rafanoide.
- Pluteus patricius, con cuticola del cappello più chiara.
- Pluteus petasatus, con cuticola del cappello biancastra e spore più ellissoidali.